# Violeta Parra

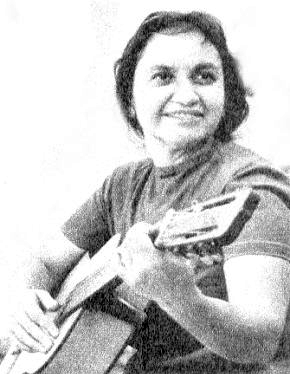
Violeta Parra

Violeta del Carmen Parra Sandoval (* 4. Oktober 1917 in San Carlos in der Provinz Ñuble, Región del Bío-Bío, Chile; † 5. Februar 1967) war eine chilenische Folklore-Musikerin und bildende Künstlerin.

## Biografie
Ihr Vater war Musiklehrer, von ihrer Mutter hörte sie traditionelle Volkslieder, die sie auf der Gitarre begleitete. Während ihrer Kindheit lebte Violeta mit acht Geschwistern auf dem Land in Armut. Tiefe Furchen und Narben in ihrem Gesicht zeugten von einer Pockenerkrankung während ihrer Kindheit. Im Alter von neun Jahren erlernte Parra Gitarre und Gesang und mit zwölf Jahren komponierte sie ihre ersten Lieder. Sie erfuhr eine Lehrerausbildung in einer staatlichen Schule in Santiago. In dieser Zeit komponierte sie Boleros, Corridos und Tonadas und trat in Bars, kleinen Tanzsälen der Stadtviertel, beim Zirkus und in Freizeiteinrichtungen auf.
1938 heiratete Parra Luis Cereceda. Mit ihren gemeinsamen Kindern, Isabel Parra und Ángel Parra, leistete sie große Teile ihrer musikalischen Arbeit. Sie wurde Mitglied der Kommunistischen Partei Chiles und unterstützte 1944 aktiv deren Präsidentschaftskandidaten, Gabriel González Videla, und trat mit spanischen Liedern aus dem Repertoire von Lolita Torresa und Imperio Argentinaa auf. Nach der Trennung von ihrem Mann im Jahr 1948 kehrte sie mit den Kindern zur Mutter zurück und sang in Bars und Kneipen der Stadt.
1949 heiratete sie einen Tischler und Operntenor und bekam mit ihm zwei Töchter.
Im Jahr 1954 trat Parra auf dem Internationalen Jugend- und Studentenfestival in Warschau auf, besuchte die Sowjetunion und verbrachte zwei Jahre in Frankreich. Dort nahm sie ihre ersten Langspielplatten auf, auf denen sich auch Eigenkompositionen fanden. Sie nahm vielseitige Kontakte zu europäischen Künstlern und Intellektuellen auf, bevor sie nach Chile zurückkehrte, um ihre kreative Arbeit wieder aufzunehmen. Während dieser Zeit starb ihre jüngste Tochter, dies führte zur Trennung von ihrem zweiten Mann. Durch eine Hepatitiserkrankung am Konzertieren gehindert, malte sie und befasste sich auf künstlerischem Niveau mit Töpfern und Stickerei. Auf Einladung einer Universität reiste sie in den Norden des Landes, wo sie Dichterlesungen, Folklore-, Schreib- und Malkurse gab und Ausstellungen ihrer Werke organisierte.
An ihrem 43. Geburtstag lernte Parra den 24-jährigen Schweizer Musiker Gilbert Favre kennen. Es entwickelte sich eine intensive, auch schwierige Beziehung mit Trennungen und Versöhnungen.
Auf Einladung der Weltfestspiele der Jugend und Studenten in Finnland unternahm Parra mit ihren Kindern eine Tournee, die sie durch die UdSSR, Deutschland, Italien und Frankreich führte, wo sie drei Jahre in Paris von Beiträgen für Radio und Fernsehen, Auftritten in Immigrantenvierteln und Dichterlesungen bei der UNESCO für das Theater der Vereinten Nationen lebte. Sie gab eine Serie von Konzerten in Genf und stellte ihre Plastiken aus. 1964 wurde ihrem bildnerischen Werk als erste lateinamerikanischen Künstlerin im Pavillon Marsan im Pariser Louvre eine Einzelausstellung gewidmet.
1965 wirkte sie in der Schweiz an einem Dokumentarfilm über ihr vielseitiges Schaffen mit. Nach ihrer Rückkehr nach Chile nahm sie an der Peña de los Parras ihrer Kinder Isabel und Ángel in der Calle Carmen 340 in Santiago teil, wo sie kurz darauf La Carpa de la Reina (Spanisch für „das Zelt im Bezirk La Reina“) als Kunstzentrum einweihte. Peña bedeutet Fels, aber auch Stammtisch und steht in Chile für kulturell-politische Gemeindefeiern, bei denen Gesangswettbewerbe aller Generationen solo und als Chor, mit und ohne instrumentale Begleitung häufig im Mittelpunkt stehen.
1966 reiste Parra nach Bolivien, konzertierte im Süden Chiles und nahm zusammen mit ihren Kindern weitere Platten auf. Sie kehrte nach Santiago zurück, um ihre Arbeit in La Carpa fortzusetzen. Abends trat sie dort auf, sang und begleitete sich dabei auf der Gitarre und servierte ihren Gästen selbstgekochte Gerichte. Dort lernte der Schauspieler und Regisseur Víctor Jara ihr Werk und sie selbst kennen, Ángel Parra drückte ihm eine Gitarre in die Hand und ließ ihn Volkslieder seiner Heimat und eigene Kompositionen vortragen.
Parra beging acht Monate vor ihrem 50. Geburtstag, am 5. Februar 1967, Suizid.

## Rezeption
Violeta Parras bildende Kunst fand anfänglich in ihrem Heimatland wenig Beachtung, bis ihre Ausstellungen im Louvre in Paris zu sehen waren. Viele ihrer Plastiken und Ölgemälde, die sie zwischen 1954 und 1965 in Santiago, Buenos Aires, Paris und Genf geschaffen hatte, sind heute Teil der Stiftung Violeta Parra, die von Persönlichkeiten des Öffentlichen Lebens Chiles geschaffen wurde, um ihr Erbe freizukaufen und zu schützen.
Angeregt durch ihren Bruder Nicanor Parra, begann Parra ab 1952, Volksmusik aus den ländlichen Zonen zu dokumentieren. Diese Sammlung entdeckte die Poesie und das Volkslied aus den ziemlich verschiedenen Regionen Chiles. Diese Arbeit förderte den enormen verborgenen Reichtum der Traditionen zu Tage, die zur chilenischen Kultur verschmolzen waren. Von hier begann sie ihren Kampf gegen die stereotype ausländische Musik und leitete mit ihren Liedern, Décimas und Instrumentalmusik eine Renaissance der authentischen Volkskultur ein.
Parra schuf die Basis für La Nueva Canción Chilena, die Neue Gesangsbewegung Chiles, die die chilenische Folkloremusik erneuerte. Diese Bewegung breitete sich in den sechziger und siebziger Jahren in Chile aus. Da sie folkloristische Musikelemente mit religiösen Formen und Inhalten der Protestbewegung und Sozialkritik der sechziger Jahre vereinte, wurde sie der Kopf einer mächtigen kulturellen Strömung und erfasste das ganze Land. Sie wurde auch nach dem Putsch in Chile 1973 für viele eine Symbolfigur für das unter der Militärdiktatur leidende und kämpfende Chile, das seine Rückkehr zur Demokratie erreichte.
2011 verfilmte der chilenische Regisseur Andrés Wood mit dem Spielfilm Violeta se fue a los cielos das Leben Parras mit Francisca Gavilán in der Titelrolle.

## Gracias a la vida
Kurz vor ihrem Tod schuf Violeta Parra das Lied Gracias a la vida (‚Dank an das Leben‘), welches als eine Säule der Nueva Canción (spanisch: ‚Neues Lied‘) gilt. Zuerst wurde es in Últimas Composiciones (1966) verlegt, dem letzten Album Parras. Der Titel wurde in der lateinamerikanischen Musik vielfach neu interpretiert und international rezipiert. Neben der Version von Mercedes Sosa ist vor allem die Interpretation von Joan Baez bekannt; weitere Aufnahmen stammen zum Beispiel von Holly Near, Elis Regina, Nana Mouskouri, Richard Clayderman und Yasmin Levy. Im deutschsprachigen Raum erfreut sich das Lied durch eine Nachdichtung („Liebes Leben, Danke!“, 1990) des Musikers Gerhard Schöne anhaltender Beliebtheit. Eine weitere Übertragung liegt von Heinz Kahlau vor; sie beginnt mit der Textzeile „Ich danke dem Leben, das mir so viel gegeben“. Manfred Maurenbrecher veröffentlichte auf seiner CD Ende der Nacht 2004 eine weitere deutsche Fassung des Liedes. Konstantin Wecker veröffentlichte seine Version 2017 auf dem Album Poesie und Widerstand.

## Diskographie
- 1956: Guitare et Chant: Chants et Rhythms du Chili
- 1957: Canto y Guitarra (El Folklore de Chile, Vol. I)
- 1958: Acompañada de Guitarra (El Folklore de Chile, Vol. II)
- 1958: La Cueca Presentada por Violeta Parra (El Folklore de Chile, Vol. III)
- 1958: La Tonada Presentada por Violeta Parra (El Folklore de Chile, Vol. IV)
- 1960: Toda Violeta Parra (El Folklore de Chile, Vol. VIII)
- 1961: Violeta Parra en Argentina
- 1962: Los Parra de Chile
- 1965: Recordando a Chile (Una Chilena en París)
- 1965: Carpa de La Reina
- 1966: Las Últimas Composiciones

## Film
- Violeta Parra (Originaltitel: Violeta se fue a los cielos). Regie: Andrés Wood. Hauptdarstellerin: Francisca Gavilán. Chile 2011.